# فري سيل
فري سيل هي لعبة ورق سولتير تلعب باستخدام المجموعة القياسية المكونة من 52 بطاقة. تختلف جوهريا عن معظم ألعاب السولتير في أن عددا قليلا من هذه الألعاب يكون توزيعه غير قابل للحل، جميع الأوراق توزع مكشوفة منذ البدء. على رغم من اختلاف تطبيقات البرنامج، الا أن معظم الإصدارات تقوم بوسم الايادي برقم (مشتق من القيمة الأولية التي يستخدمها مواد الأرقام العشوائية لخلط الأوراق).
قامت مايكروسوفت بإدراج لعبة حاسوب فري سيل مع كل إصدار من نظام تشغيل ويندوز منذ عام 1995، مما ساهم بشكل كبير في شعبية اللعبة بين مستخدمي الحواسيب الشخصية، حتى أدى إلى إنشاء العديد المواقع المكرسة لفري سيل. بالنسبة لكثير من لاعبي فري سل تعتبر مايكروسوفت فري سل امرا مطلقا لدرجة أن العديد من تطبيقات البرامج الأخرى تسعى جاهدة للتوافق مع مولد الأرقام العشوائي الخاص بمايكروسوفت من أجل استنساخ أيديهم المرقمة.

## القواعد

### الإنشاء والتصميم
- يتم استخدام واحدة من مجموعة ال52 القياسية من ورق اللعب.
- هناك أربع خلايا مفتوحة وأربع أساسات مفتوحة. بعض القواعد البديلة تستخدم ما بين خلية واحدة وعشر خلايا.
- توزع الأوراق مكشوفه على ثمان مجموعات تسلسلية، أربعة منها مكونة من سبع أوراق والأربعة منها مكونة من ستة أوراق. بعض القواعد البديلة تستخدم ما بين أربعة وعشر تسلسلات.

### البناء اثناء اللعب
- أول بطاقة من كل مجموعة تبدأ تابلو.
- يجب أن يبنى التابلو بتناوب الألوان.
- يبنى الأساس حسب الرمز.

### الحركات
- أي ورقة خلية أو ورقة علوية في أي مجموعة يمكن تحريكها لبناء تابلو، أو تحرك إلى خلية فارغة، لتسلسل فارغ، أو لأساسها.
- يمكن نقل تابلوهات كاملة أو مجزئة للبناء على تابلوهات موجودة، أو نقلها إلى تسلسلات فارغة، عن طريق وضع وازالت الأوراق بشكل متكرر عبر استخدام المواقع الوسيطة. غالبا ما تظهر تطبيقات الحاسوب هذه الحركة، ولكن غالبا ما يقوم اللاعبون الذين يستخدمون مجموعات أوراق لعب مادية بنقل التابلو على الفور.

عدد الأوراق التي يمكن للاعب نقلها يساوي عدد الخلايا الفارغة زائد واحد، ويتضاعف ذلك الرقم بناء على عدد التسلسلات الفارغة الموجودة. المعادلة الرياضية لعدد الأوراق التي يمكن تحريكها هي (2M)×(N + 1)، حيث M عدد التسلسلات الفارغة وN عدد الخلايا الفارغة.

### الفوز
- تربح اللعبة بعد نقل جميع الأوراق إلى أكوام الأساس الخاصة بها.

يقدر بأن 99.999% من التوزيعات الممكن قابلة للحل. التوزيعة رقم 11982 من إصدار فري سيل الخاص بويندوز مثال على توزيعة فري سيل غير قابلة للحل، التوزيعة الوحيدة من بين «مايكروسوفت 32,000» الأصلية التي لا يمكن حلها.

## التاريخ والبدائل
أحد أقدم اسلاف فري سيل هو ايت أوف. في طبعة يونيو 1986 من سينتفك أمريكان، قام مارتن غاردنر بوصف لعبة من قبل سي إل بيكر تشبه فري سيل في عامود «الألعاب الرياضية»، باستثناء أن الأوراق على التابلو تبنى بالرموز بدلا من تناوب الألوان. كتب غاردنر، «تعلم بيكر اللعبة من قبل والده، والذي بدوره تعلمها من رجل إنجليزي خلال عشرينيات القرن الماضي.» هذا البديل يسمى الآن «بيكر غيم». أصول فري سيل قد تعود لأكثر من ذلك، لعام 1945 وإلى لعبة اسكندنافية تسمى «نابليون ان ست. هيلينا» (ليس لعبة السولتير «نابليون ات ست. هيلينا»، المعروفة أيضا ب «فورتي ثيفز»).
قام بول ألفيل بتغير بيكر غيم بجعل بناء الأوراق يعتمد على تناوب الألوان، وبالتالي إنشاء فري سيل. طور أول نسخه محوسبة كطالب طب في جامعة إلينوي، باستخدام لغة برمجة TUTOR لنظام الحاسوب التعليمي بلاتو في عام 1978. كان ألفيل قادرا على عرض صور رسومية يسهل تميزها من أوراق اللعب على شاشة نظام بلاتو 512×512 أحادي اللون.  
سمحت بيئة فري سيل الأصلية بالمباريات ذات 4-10 أعمدة و1-10 خلايا بالإضافة إلى لعبة 8 × 4 القياسية. لكل متغير، قام البرنامج بتخزين قائمة مرتبة باللاعبين الذين يملكون أطول شريط فوز. كما ووجد نظام بطولة يسمح للأشخاص بالتنافس للفوز في توزيعات صعبة اختيرت بعناية. وصف بول ألفيل هذه البيئة المبكرة من فري سيل بتفصيل اكثير في مقابلة من عام 2000.
في 2012، قام باحثون باستخدام اساليب الحساب التطوري لإنشاء لاعبي فري سيل فائزين.
ألعاب سولتير أخرى ذات صلة أو مستوحاة من فري سيل تشمل Seahaven، Towers، Penguin، Stalactites، ForeCell، Antares (a cross with Scorpion)، وعدة آخرين.

## تحليل التقيد
عدد أوراق اللعب ثابت في لعبة فري سيل. مما يعني انه يمكن لشخص أو حاسوب معرفة كل الحركات الممكنة من ترتيب بداية معين واكتشاف مجموعة حركات فائزة، أو افتراض أن اللعبة لا يمكن حلها، بعدم وجودها في وقت ثابت. لإجراء تحليل التعقيد مثير للاهتمام، يجب إنشاء نسخة معممة من لعبة فري سيل بأوراق 4 × n. هذه النسخة المعممة من اللعبة هي NP-complete؛ من غير المحتمل وجود أي خوارزمية أكثر كفاءة من بحث brute-force بإمكانها الوصول إلى حلول معممة بشكل تعسفي لترتيبات فري سيل.
يوجد 52! (مضروب 52)، أو ما يقارب 8×1067، توزيعات مختلفة. ولكن، بعض المباريات متطابقة بشكل فعال مع غيرها لأن الرموز المعينة للأوراق تعسفية أو لأنه يمكن تبديل الأعمدة. بعد أخذ هذه العوامل في الاعتبار، هناك ما يقرب من  لعبة 1.75×1064 مختلفة.